# Everybody’s Changing
"Everybody's Changing" - песня британской рок-группы Keane с дебютного альбома Hopes and Fears, где появилась в качестве пятого трека. После релиза на лейбле Fierce Panda в мае 2003, она была переиздана на Island 3 мая 2004, и достигла 4 позиции в UK Singles Chart.
В августе 2006, песня была поставлена на 79 место в списке 100 величайших песен всех времён, составленный журналом The Sun. В том же году британская певица Лили Аллен записала кавер-версию Everybody's Changing, которая была издана на её сингле "Littlest Things" (позднее появлялась в 2007 в альбоме-компиляции The Saturday Sessions: The Dermot O'Leary Show).

## Сингл Fierce Panda
Сингл, выпущенный на лейбле Fierce Panda стал первым коммерческим релизом Keane, а также их первым изданием, вышедшим после ухода гитариста Доминика Скотта.
Релиз стал результатом похода Саймона Уильямса на концерт Keane в лондонском Betsey Trotwood в декабре 2002. Ему очень понравились услышанные песни и он немедленно предложил группе записать сингл.
Легенда гласит, что во время записи песни для этого релиза, группа записала его в задней комнате в доме родителей Тима Райс-Оксли на арендованном оборудовании - своё сломалось, поэтому ребятам пришлось найти другое, чтобы закончить работу.
Песня была выбрана Стивом Ламаком, как сингл недели на BBC Radio 1 19 апреля 2003. Это в значительной степени привело к "войне" лейблов за Keane. Больше всех преуспела Island, которая и подписала контракт с группой.
CD-сингл был издан 12 мая 2003. В течение первой недели 733 диска из 1500 выпущенных были проданы. Таким образом сингл достиг 122-й строчки в UK Singles Chart. Тем не менее, этот релиз был настолько ограничен, что в настоящее время копии можно купить на Ebay по цене в £ 90.
Художественное оформление, выполненное Алексом Лэйком, представляет тень Тома Чаплина, внутри которой- фотографии двух плывущий лодок. Шрифт, использованный на обложке, отличается, от тех, что были реализованы в дизайне Hopes and Fears и Under the Iron Sea.

## Сингл Island
Вторая редакция "Everybody's Changing" была перезаписана в Heliocentric sessions зимой 2003. Это второе издание Keane на мейджор-лейбле в ходе кампании альбома Hopes and Fears.
Сингл был выпущен 3 мая 2004, за неделю до альбома и разошёлся 25 тысячами копий. Существуют также мини-CD с двумя песнями и полифоническими рингтонами, а также альтернативные издания для Франции, Нидерландов и Германии.
Расширенный CD включает британскую версию видеоклипа и обои на рабочий стол. Этот вариант сингла вышел только в Европе и Австралии.

## Список композиций

### Fierce Panda CD-сингл
Номер в каталоге: NING133CD
1. "Everybody's Changing"
2. "Bedshaped"
3. "The Way You Want It"

### Island CD-сингл
Номер в каталоге: CID855
1. "Everybody's Changing"
2. "To the End of the Earth"
3. "Fly to Me"
4. "Everybody's Changing" (Видео)

### Великобритания 7" Винил
Номер в каталоге: IS855
Выпущен 3 мая 2004.
1. "Everybody's Changing"
2. "Fly To Me"

### Промоиздание Island
1. "Everybody's Changing"

## Альтернативные редакции
Некоторые европейские альтернативные варианты были изданы после первоначальных британских изданий, но с той же обложкой.

### НидерландскийCD-сингл
Выпущен 23 июля 2004.
1. "Everybody's Changing"
2. "Fly to Me"

### ФранцузскийCD-сингл
Выпущен 21 марта 2005.
1. "Everybody's Changing"
2. "Somewhere Only We Know" (Live) (Forum, Лондон, 10 мая 2004)

### Британский3" мини-CD
Номер в каталоге: CIDP855

Выпущен 19 июля 2004. Включает ссылку для загрузки полифонических рингтонов песен.
1. "Everybody's Changing"
2. "Fly to Me"

## Написание и запись
Сочинена в 2001 году Тимом Райс-Оксли, вскоре после ухода из группы Доминика Скотта.
Запись проходила в Helioscentric Studios, Рай, Восточный Сассекс. Версия, использованная в издании Fierce Panda, была записана в домашней студии, предположительно в одном и том же помещении, что и остальные.
В "Everybody's Changing" используется тот же набор инструментов, который свойственен всему альбому Hopes and Fears.
Стиль "Everybody's Changing" был определён, как "пиано-рок", это разновидность альтернативного рока, в котором вместо гитары ведущим является фортепиано.
После главного фортепиано riff, второе в песне не применялось. Его заменил синтезатор, играющий в фоновом режиме.

## Значимость
Песня о том, что вы находитесь в  таком мире, где в это самое время люди, окружающие вас в данный момент, собираются вас покинуть и делать разные вещи. Тим писал трек тогда, когда мы на самом деле пытались работать вместе, как группа, когда мы наблюдали, что все наши друзья ушли и жили своей жизнью, в то время как мы застряли в Баттле и ничего не делали и интересно, что будет, если мы сделаем правильные вещи.

## Би-сайды

### Bedshaped
Первое появление только на релизе Fierce Panda. См. также страницу сингла "Bedshaped".

#### Инструменты
- Бас (Fender Jazz)
- Ударные (Yamaha)
- Фортепиано (Yamaha CP70)
- Синтезатор (vox, distortion)
- Вокал (Том Чаплин)

### The Way You Want It
Песня с фортепианным сопровождением, изданная только на сингле Fierce Panda. Трек также присутствует на DVD Strangers, но не указан в титрах. После 2003 года на концертах не исполнялся.

#### Инструменты
- Фортепиано (Yamaha CP70)
- Вокал (Том Чаплин)

### Fly to Me
Очень любима фанатами, но никогда не игралась на концертах целиком. Припев был исполнен на нескольких шоу в ходе Under The Iron Sea Tour в 2007 году.
Во время интервью для фан-книги, Маргарет Райс-Оксли (мать Тима) сказала, что она и отец Тима плакали, когда первый раз услышали Fly To Me.
Официальные ноты этой песни находятся в книге от Wise Publication к альбому Hopes and Fears.

#### Инструменты
- Бас (Fender Jazz)
- Ударные (Yamaha)
- Орган (Hammond Mk2)
- Фортепиано (Yamaha CP70)
- Синтезатор (strings)
- Вокал (Том Чаплин и Тим Райс-Оксли)

### To the End of the Earth
Сочинена Тимом Райс-Оксли и Домиником Скоттом в 2000 году. Была написана для гитары и регулярно исполнялась на концертах до того, как Доминик покинул группу. Гитарная версия была выложена на официальном сайте Keane в начале 2001, для прослушивания фанатами - она до сих пор есть в Сети.
После ухода Скотта Райс-Оксли переписал песню под фортепиано. Она-то и вошла в сингл. Она является одной из лишь трёх песен, переживших превращение "гитарного" Keane в "фортепианный" Keane. Другие примеры - "She Has No Time" и "Allemande".

#### Инструменты
Изданная версия
- Бас (Fender Jazz)
- Ударные (Yamaha)
- Фортепиано (Yamaha CP70)
- Вокал (Том Чаплин)

Демоверсия
- Бас
- Ударные
- Электрическая гитара
- Вокал (Том Чаплин)

## Технические характеристики треков
| Песня                                             | Длительность | Темп   | Ключ          | Размер          | Жанр                 |
| "Everybody's Changing"                            | 3:36         | 92bpm  | C (Do major)  | 4/4 on 16 beats | Пиано-рок            |
| "Bedshaped"                                       | 4:39         | 76bpm  | E (Mi major)  | 4/4 on 8 beats  | Пиано-рок            |
| "The Way You Want It"                             | 3:19         | 120bpm | Em (Mi minor) | 4/4             | Акустическая баллада |
| "Fly to Me"                                       | 5:32         | 120bpm | G (Sol major) | 4/4 on 8 beats  | Пиано-поп            |
| "To the End of the Earth"                         | 3:02         | 120bpm | Dm (D minor)  | 4/4 on 8 beats  | Пиано-рок            |
| "To the End of the Earth" (Демоверсия, не издана) | 3:53         | 120bmp | Dm (D minor)  | 4/4 on 8 beats  | Альтернативный рок   |

## Использование в качестве саундтрека
Эта песня была в эпизоде "My Day at the Races" пятого сезона сериала "Scrubs" на NBC. Также использовалась в серии "See Ya" Flight 29 Down и как фоновая музыка на малайзийском канале TM. Звучала в фильме Тиля Швайгера "Keinohrhasen" (в российском прокате вышел под названием "Красавчик")

## Видеоклипы
Существуют 3 видео на эту песню.

### Международная версия
Keane играют в белом зале, периодически меняясь на других людей.

### Версия для США
Keane выступают на сцене, на заднем плане которой солнечный закат. Запись перемежается отрывками их концертов в Лондоне, Мехико и США.

### Неизданная версия
Это видео было снято Марком Пеллингтоном, но не было выпущено, по всей видимости потому, что группа сочла его не согласующимся с тоном песни. Тем не менее, в декабре 2006 ролик попал на Youtube и получил некоторую популярность. 
Продолжительностью в 7 минут, видео выполнено в стиле "стенографического театра" с говорящими в камеру людьми. Повествование, в первую очередь, сосредоточено на рассказах людей о потере близкого человека - в том числе сам Пеллингтон, который говорит, что потерял свою жену и как песня помогла ему справиться со своей потерей: "Во время этой песни мы, слушая истории, вспоминали то, что пережили сами".

## Позиции в чартах
| Страна                                     | Высшая позиция |
| Италия                                     | #2             |
| Тайвань                                    | #2             |
| Великобритания (чарт синглов)              | #3             |
| Великобритания (по скачиванию из Интернет) | #13            |
| Нидерланды                                 | #18            |
| Ирландия                                   | #27            |
| Германия                                   | #60            |
| Франция                                    | #10            |
| Новая Зеландия                             | #28            |
| Швеция                                     | #35            |